# 科奇什·尚多尔
尚多尔·彼得·科奇什（匈牙利語：Sándor Péter Kocsis，匈牙利語發音：[ˈʃaːndor ˈpeːtɛr ˈkot͡ʃiʃ]，1929年9月21日—1979年7月22日），匈牙利足球运动员，曾为费伦茨瓦罗斯、布达佩斯捍卫者、苏黎世年轻人、巴塞罗那、匈牙利国家队出征，球场位置前鋒。在匈牙利1956年革命后，他移居西班牙，并在1950年代末期成为巴塞罗那的一员。